# Brian Brobbey
Brian Ebenezer Adjei Brobbey (Amszterdam, 2002. február 1. –) holland korosztályos válogatott labdarúgó, az AFC Ajax játékosa.

## Pályafutása

### Klubcsapatokban

#### Ajax
2010-ben az Amsterdamsche csapatából került az Ajax akadémiájára. 2018. október 15-én mutatkozott be a Jong Ajax csapatában góllal a Jong PSV ellen 2–1-re elvesztett másodosztályú bajnoki mérkőzésen. 2020. október 31-én debütált a felnőttek között a Fortuna Sittard ellen 5–2-re megnyert bajnoki találkozón góllal. December 9-én az UEFA-bajnokok ligájában is debütált az olasz Atalanta ellen. 2021. február 3-án a klub sportigazgatója, Marc Overmars bejelentette, hogy a szezon végén lejár a szerződése és távozik. Február 18-án a francia Lille OSC ellen megszerezte első gólját az Európa-ligában.

#### RB Leipzig
2021. március 12-én bejelentették, hogy július 1-jével a német RB Leipzig játékosa lesz. Augusztus 7-én mutatkozott be a kupában az SV Sandhausen ellen. Augusztus 15-én a bajnokságban is debütált, az 1. FSV Mainz 05 ellen a 82. percben váltotta Nordi Mukiele-t. Egy hónappal később az UEFA-bajnokok ligájában az angol Manchester City ellen 6–3-ra elvesztett mérkőzésen a 72. percben Dani Olmo helyére érkezett a pályára.

### Kölcsönben az Ajaxban
2021. december 27-én jelentették be, hogy 6 hónapra kölcsönben visszatér az Ajax csapatához. 2022. január 16-án mutatkozott másodjára be régi-új csapatában az Utrecht ellen kezdőként és két gólt szerzett a 3–0-ra megnyert bajnoki mérkőzésen, majd a 70. percben Davy Klaassen érkezett a helyére.

### Ismét Ajax
2022. július 22-én visszavásárolta az Ajax és öt évre írt alá.

### A válogatottban
Szülei révén ghánai származású. Tagja volt az aranyérmes U17-es válogatottnak amely a 2018-as és a 2019-es U17-es labdarúgó-Európa-bajnokságot megnyerte.

## Statisztika
2022. január 16-i állapotnak megfelelően.
| Klub       | Szezon   | Bajnokság      | Bajnokság | Bajnokság | Kupa  | Kupa  | Nemzetközi | Nemzetközi | Egyéb | Egyéb | Összesen | Összesen |
| Klub       | Szezon   | Osztály        | Mérk.     | Gólok     | Mérk. | Gólok | Mérk.      | Gólok      | Mérk. | Gólok | Mérk.    | Gólok    |
| ---------- | -------- | -------------- | --------- | --------- | ----- | ----- | ---------- | ---------- | ----- | ----- | -------- | -------- |
| Jong Ajax  | 2018–19  | Eerste Divisie | 2         | 0         | –     | –     | –          | –          | –     | –     | 2        | 0        |
| Jong Ajax  | 2019–20  | Eerste Divisie | 13        | 7         | –     | –     | –          | –          | –     | –     | 13       | 7        |
| Jong Ajax  | 2020–21  | Eerste Divisie | 17        | 9         | –     | –     | –          | –          | –     | –     | 17       | 9        |
| Jong Ajax  | Összesen | Összesen       | 32        | 16        | 0     | 0     | 0          | 0          | 0     | 0     | 32       | 16       |
| AFC Ajax   | 2020–21  | Eredivisie     | 12        | 3         | 0     | 0     | 7          | 3          | –     | –     | 19       | 6        |
| AFC Ajax   | Összesen | Összesen       | 12        | 3         | 0     | 0     | 7          | 3          | 0     | 0     | 19       | 6        |
| RB Leipzig | 2021–22  | Bundesliga     | 9         | 0         | 1     | 0     | 4          | 0          | –     | –     | 14       | 0        |
| RB Leipzig | Összesen | Összesen       | 9         | 0         | 1     | 0     | 4          | 0          | 0     | 0     | 14       | 0        |
| AFC Ajax   | 2021–22  | Eredivisie     | 1         | 2         | 0     | 0     | 0          | 0          | –     | –     | 1        | 2        |
| AFC Ajax   | Összesen | Összesen       | 1         | 2         | 0     | 0     | 0          | 0          | 0     | 0     | 1        | 2        |
| Összesen   | Összesen | Összesen       | 54        | 21        | 1     | 0     | 11         | 3          | 0     | 0     | 66       | 24       |

1. ↑  Magában foglalja a Bajnokok ligájában és az Európa-ligában való pályára lépeseit is.

## Sikerei, díjai

### Klub
- AFC Ajax
  - Eredivisie: 2020–21, 2021–22
  - Holland kupa: 2020–21[18]

### Válogatott
- Hollandia U17
  - U17-es labdarúgó-Európa-bajnokság: 2018,[15] 2019[16]